# 아프가니스탄 국군사관학교
아프가니스탄 국군사관학교(NMAA, 파슈토어: د افغانستان ملي نظامي اکادمۍ, 페르시아어: آکادمی نظامی ملی افغانستان)는 카불 외곽에 설립되고 있는 아프간 국방대학교의 세 교육기관 중 하나이다. 아프간 국군과 아프간 공군의 사관 양성을 위한 4년제 사관학교이다. NMAA의 목적은 아프가니스탄 국군을 위한 4년제 대학 학위를 가진 사관을 양성하는 것이다. 사관학교는 웨스트 포인트에 위치한 미국 육군사관학교를 본따 지어졌다.
NMAA는 인근의 위치한 카불 군사훈련센터 (KMTC)와 혼동되곤 하나, KMTC는 국가기관보다는 지역기관에 가깝다.
2010년 3월, 카불의 사관학교 내 졸업식이 열렸다. 이 졸업식은 사관학교의 두번째 졸업식이다. 그중 카르자이 대통령이 졸업식에 참석하여, 졸업식 축사를 하였다.